# Сана
Вижте пояснителната страница за други значения на Сана.
Сана или Санаа (на арабски: صنعاء – Санаа) е столицата на Йемен.

## История
Първото споменаване на Сана се отнася към 1 век, но се предполага, че на това място е имало селище и преди това. През 10 век Мухаммад ал-Хасан ал-Хамадани пише, че основател на града е Ша'р Аутар, цар на Сава (живял през втората половина на 2 век), който е построил знаменития дворец Гумдан. Легенда разказва, че градът е основал Сим, син на библейския Ной, а старото название на града Азал извеждат от Узал – името на сина на Сим.
Сана била известна като столица на държавата на Химяритите (от 520 г.), а през 6 век за завладяване на Сана се бият армиите на Персия и Абисиния. През 15-годишното господство на Абисиния в Сана е построен големият катедрален събор при поддръжката на византийския цар Юстиниан I, който се прославя като най-големият събор на юг от Средиземно море.
През 628 г. жителите на Йемен приемат исляма и лично пророкът Мохамед приветства построяването в Сана на първата джамия. През 12 век в Сана укрепва династията на Айюбидите.
В града укрепва властта на шиитските имами, обединяващи светската и духовната власт. През 1517, след намесата на египетския паша, Сана получава статут на автономен султанат и властта на имамите се ограничава. В средата на 1850-те потомствените имами са заменени със сменяеми шейхове.
Първият европеец, посетил града, бил Карстен Нибур през 18 век. Експедицията била организирана по поръчение на датския крал Фридрих V. От 1872 до 1890 Сана е под управление на Османската империя. Турците започнали програма за модернизация на града.
В края на 19 век в града има крепост с наблюдателни кули, 50 джамии, ханове, обществени бани, градини, лозя, водопровод от планината Нокум. Градът бил център на оживена търговия, особено с кафе. В него живеели около 30 хил. жители (вкл. и 1500 евреи).
Сана става столица на имама Яхия бин-Мухаммад (1904 – 1948). След неговото убийство през 1948 властта поема неговият син Ахмад бин-Яхия (1948 – 1962), който пренася столицата на Йемен в Таиз. След смъртта му през 1962 е провъзгласена Арабска республика Йемен. Египет и СССР предприели в града голямо строителство и помогнали за развитието на инфраструктурата. През 1990 страната се обединява и Сана става столица на обединения Йемен.

## География
Град Сана се намира на височина 2200 m на планинско плато и е обкръжен от планини. Население – 2 575 347 души (2012).
Население
| Година | Население |
| ------ | --------- |
| 1911   | 20 000    |
| 1921   | 23 000    |
| 1931   | 25 000    |
| 1940   | 80 000    |
| 1963   | 100 000   |
| 1965   | 110 000   |

| Година | Население |
| ------ | --------- |
| 1975   | 134 600   |
| 1981   | 280 000   |
| 1986   | 427 505   |
| 1994   | 954 448   |
| 2001   | 1 590 624 |
| 2005   | 1 937 451 |

## Побратимени градове
- Аман, Йордания
- Анкара, Турция
- Душанбе, Таджикистан

## Галерия
- 1000-годишната Bab Al-Yemen (Портата на Йемен) в центъра на стария град
- Кирпичени къщи в Сана
- Резиденцията на Imam Yahya в Wadi Dhar близо до Сана